# Рифування

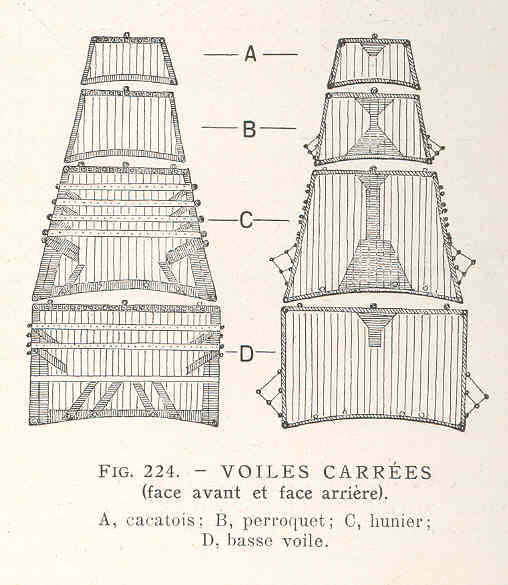
Рифи прямих вітрил: нижнього вітрила (D) і марселя (C).

Риф-штерти гафельного вітрила (позначені цифрою 21), риф-бант (19), риф-гати (20)

Рифування (від рифувати), рифлення (від ри́фити), взяття рифів — часткове згортання вітрила з метою зменшення його поверхні при надто сильному вітрі. Термін пов'язаний зі словом риф, яким називають ряд зав'язок на вітрилі, призначених для його підв'язування.

## Опис
Риф (від нід. reef, rif або англ. reef) — поперечний ряд протягнутих крізь вітрило зав'язок. На прямих вітрилах зав'язки називаються риф-сезні, на косих — риф-штерти. Риф-сезні схожі на звичайні сезні для прив'язування згорнутих вітрил: у вигляді плетінки з подвійним вічком, або короткі відрізки троса з вічком або кнопом на кінці. Для кріплення зав'язок на вітрило нашивається горизонтальна смуга парусини — риф-бант; у ній зроблено отвори — риф-гати, через які і проходять зав'язки. Крім риф-сезнів, у риф-гати просилюється риф-леєр — довгий трос, що іде паралельно риф-банту. На кожному вітрилі буває по кілька рифів (у марселів чотири, у нижніх вітрил — два). Якщо на вітрилі взяті всі рифи (тобто на прямому вітрилі використаний найнижчий риф, на косому — найвищий), воно називається зарифленим «наглухо».

## Взяття рифів

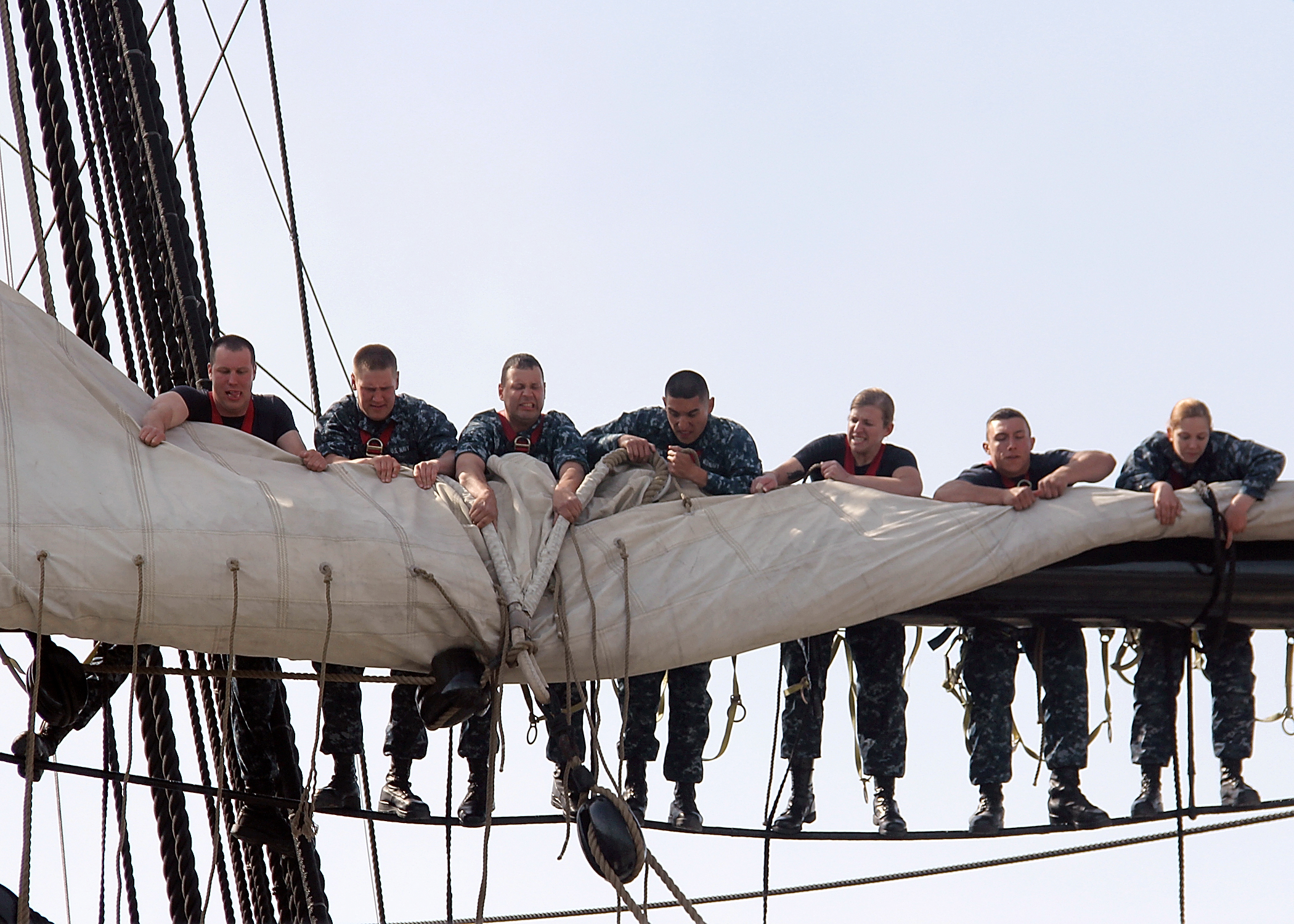
Риф-сезні на згорнутому вітрилі

Залежно від сили вітру беруть один, два, три, чотири рифи. На прямих вітрилах за командою «Взяти рифи!» верхню частину полотнища вітрила підтягають до реї, риф-сезні одного з рифів проводять у петлі риф-леєра і кріплять до леєра реї (вітрильного або окремого рифового), або беспосередньо до реї, обводячи зовнішній кінець сезня навколо леєра (реї) і зв'язуючи його з внутрішнім кінцем. Для підтягання до рей бічних шкаторин до останніх шпрюйтами (закріпленими в оплетені вічка — риф-кренгельси) приєднуються тонкі троси — штик-болти і риф-шкентелі спеціальних талів (риф-талів). Для зав'язування риф-сезнів використовується рифовий вузол (колись застосовувалося кріплення просиленням клеванта (цурочки) на одному кінці риф-сезня в плетене вічко, розташоване на його другому кінці).
У косих вітрил рифи беруть підтяганням передньої і задньої шкаторин до гіка, із наступною фіксацією зав'язками — риф-штертами. Підтягання шкаторин здійснюється за допомогою спеціального троса — риф-шкентеля; кінці риф-шкентелів проходять в отвори закріплених обабіч гіка риф-планок. Передня шкаторина утримується штик-болтом (або гаком, закріпленим біля п'ятки гіка), прикріпленим до вробленого в неї риф-кренгельса. Риф-шкентелі кріпляться до задньої шкаторини і проходять через шківи на ноку гіка. На яхтах ходові кінці риф-шкентелів проходять до кокпіта, де ними керує яхтсмен.
На бермудських шлюпах часто застосовується простіша система взяття рифів: за допомогою риф-шкентеля, просиленого через отвори — риф-кренгельси.
Замість взяття рифів для зменшення площі вітрильності на багатьох яхтах застосовується патент-риф — пристрій, що дозволяє намотувати вітрило на рангоутне дерево (чи на стрижень всередині нього) або на штаг. На суднах з бермудським вітрильним оснащенням патент-рифом часто обладнується гік, а механізм обертання розміщений у його вертлюзі (так званій «гусячій шийці»).